# 穆索伦泰
穆索伦泰（義大利語：Mussolente），是意大利威尼托大区维琴察省的一个市镇。总面积15.36平方公里，人口7717人，人口密度502.4人/平方公里（2009年）。国家统计（ISTAT）代码为024070。

## 友好城市
- 烏馬格